# فنسنت دي إندي
بول ماري تيودور فنسنت دي إندي
نطق فرنسي: [vɛ̃sɑ̃ dɛ̃di]
```
ولد في27 مارس 1851وتوفي في2 ديسمبر 1931 كان ملحنًا ومدرسًا فرنسيًا. وكان تأثيره مدرسًا على وجه الخصوص، كبيرًا. كان أحد مؤسسي 
مدرسة المطربين في باريس
 وقام أيضًا بالتدريس في 
كونسرفتوار باريس
. وكان من بين طلابه ألبيريك ماجنارد، 
وألبرت روسيل
، 
وآرثر هونيجر
، وداريوس ميلود، 
وإريك ساتي
، بالإضافة إلى 
كول بورتر
.
```

درس ديندي على يد الملحن سيزار فرانك وتأثر بشدة بإعجاب فرانك بالموسيقى الألمانية وفي الوقت الذي كانت فيه المشاعر القومية مرتفعة في كلا البلدين حوالي الحرب الفرنسية البروسية عام 1871 أدى ذلك إلى دخول فرانك في صراع مع الموسيقيين الآخرين الذين يرغبون في فصل الموسيقى الفرنسية عن التأثير الألماني.

## روابط خارجية
- Works by or about Vincent d'Indy at Internet Archive
- D'Indy Trio for Clarinet, Cello & Piano, Op. 29, Piano Quartet Op. 7, String Quartet No. 1 and String Sextet, Op. 92 soundbites and discussion of works
- Free scores by Vincent d'Indy at the International Music Score Library Project (IMSLP)
- Free scores by فنسنت دي إندي في موقع مكتبة كورالي للملكية العامة  [لغات أخرى]‏ (ChoralWiki)
- Performance of Lied for cello and orchestra على يوتيوب by Julian Lloyd Webber and the English Chamber Orchestra conducted by Yan Pascal Tortelier